# 689
689 је била проста година.

## Догађаји
- Византијско-бугарски рат: цар Јустинијан II побеђује Бугаре и Словене у Македонији и поново заузима Солун, други најважнији византијски град у Европи. Покорене Словене пресељава у Анадолију (савремена Турска), где се од њих тражи да дају 30.000 људи византијској војсци.
- Битка код Коронате: Лангобарди под краљем Кунипертом побеђују војску војводе Алахиса код реке Аде (Ломбардија). Он погубљује вође побуњеника; Алахис је заробљен, а глава и ноге су му одсечене.Војводства Јужне Ломбардије искориштавају Кунипертову дистракцију и проширују своје територије.
- Битка код Дорестада: Фризи под краљем Радбодом су поражени од франачког градоначелника палате, Пипина од Херстала. Делта Рајне и Дорестад (модерна Холандија) поново постају франачки, као и замкови Утрехт и Фехтен.
- Кодекс Асуке Кијомихаре, збирка владајућих правила започета 681. под царем Тенмуом, објављен је у Јапану.
- Кадвала из Весекса стиже у Рим и крсти га папа Сергије I, узимајући име Петар. Умире 10 дана касније и сахрањен је у базилици Светог Петра.